# Ейдюр Гюдьонсен
Ейдюр Гюдьонсен (на исландски Eiður Smári Guðjohnsen) е исландски футболист, атакуващ полузащитник. Роден е на 15 септември 1978 г. в Рейкявик. Започва професионалната си кариера в исландския Валур.